# Tweegevecht

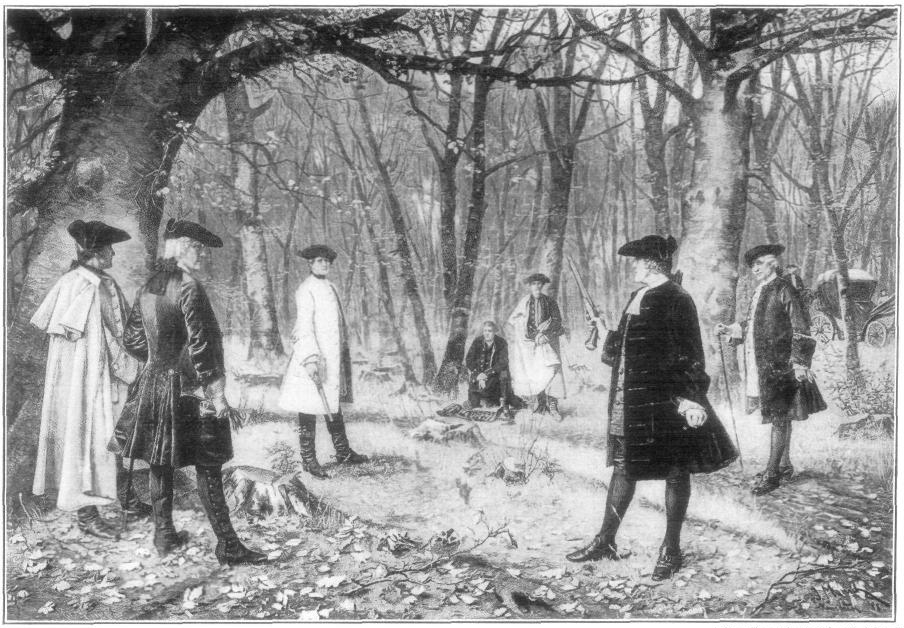
Duel tussen Alexander Hamilton en Aaron Burr

Een tweegevecht of duel (Latijn: duellum) is een gewelddadig treffen tussen twee personen.

## Traditioneel
Traditioneel werd er door mannen om de eer gestreden met de degen, maar het pistool of een ander wapen is ook mogelijk. Beide personen stemmen met het gevecht in en komen overeen welke regels er zullen gelden. Soms kon er afgesproken worden dat het duel eindigde als er bloed gevloeid had, maar het gevecht kon ook met de dood eindigen. Het beeld dat vaak in films wordt opgeroepen dat er om een vrouw geduelleerd werd is niet geheel juist. Vaker lag de aanleiding elders.
De klassieke wijze om iemand uit te dagen is hem een handschoen voor de voeten te werpen. Wie de handschoen oppakt, zo wilde de regel, neemt de uitdaging aan en mag kiezen waar, wanneer en met welke wapens het duel plaatsvindt. De uitdrukking de handschoen oppakken is afgeleid van dit openingsritueel.
In principe doen beide deelnemers vrijwillig aan het duel mee. Deze vrijwilligheid is echter relatief: het geldt in sommige kringen als laf en eerloos om een belediging (of ander onrecht) niet met een uitdaging te beantwoorden, en evenzeer om de uitdaging niet aan te nemen. Dat kan anders zijn als de strijders zeer verschillend van kracht en speelsterkte zijn: het is laf om een veel zwakkere persoon uit te dagen en niet eerloos om zo'n uitdaging te weigeren.
In West-Europa vonden duels met regelmaat plaats tot aan het begin van de twintigste eeuw, hoewel de situatie van land tot land verschilde. Tegenwoordig zijn duels in alle West-Europese landen bij wet verboden.
In de middeleeuwen werd een tweegevecht vaak gebruikt als een godsoordeel. In 1215 werd deze praktijk definitief verboden door de kerk, in het Vierde Lateraans Concilie.

## Wettelijke situatie
In alle landen kan de winnaar van een duel op leven en dood gerechtelijk vervolgd worden - hij is immers schuldig aan de dood van een ander.
Om de wettelijke bepalingen te omzeilen kan men afspreken dat de verliezer zichzelf doodt.
Bij Russische roulette richt men beurtelings een revolver op zichzelf, zonder te weten of er een kogel voor de loop zit.
Bij een Amerikaans duel wordt geloot, waarna de verliezer volgens de afspraak zelfmoord pleegt.

### Nederland
In 1881 werd in het Nederlandse Wetboek van Strafrecht het uitdagen tot en accepteren van een tweegevecht uitsluitend strafbaar gesteld wanneer daarop daadwerkelijk een duel plaatsvond. De bepalingen aangaande het duel waren alleen van toepassing wanneer daarbij getuigen aanwezig waren. Deze toevoeging in het WvS diende om te voorkomen dat de relatief milde straffen rond een duel onterecht toegepast zouden worden wanneer een verdachte van een geweldsdelict het vals verweer voerde dat er sprake zou zijn van een duel. Tot 1 februari 2006 werd het tweegevecht nog apart strafbaar gesteld in het Nederlandse Wetboek van Strafrecht in de artikelen 152 tot en met 156. Er bestonden toen nog relatief gunstige strafrechtelijke bepalingen rond het duel. Tegenwoordig wordt duelleren berecht onder de gewone wetsartikelen rond moord, doodslag en mishandeling.
De wetgever zag het verbod op het tweegevecht als een verouderde wetsbepaling. De betreffende wetsartikelen zijn vrijwel nooit toegepast. Tussen 1886 en 2004 zijn er in Nederland slechts acht duels berecht.
Al bij de totstandkoming van het wetboek aan het einde van de 19e eeuw twijfelde men of het tweegevecht wel apart strafbaar gesteld moest worden. Men was het er over eens dat het een ontoelaatbare vorm van eigenrichting was, maar men vond het te ver gaan om de verdachten te veroordelen volgens de algemene bepalingen over moord, doodslag en mishandeling, omdat beide partijen ermee instemden.
Tweegevechten tussen officieren van de krijgsmacht kwamen verhoudingsgewijs vaker voor dan tussen burgers. Het Wetboek van Militair Strafrecht vermeldde tot de herziening van 1990 tweegevechten in een afzonderlijk artikel.

### België
Van 1841 tot 2000 bestond er in België een strafrechtelijke regeling voor tweegevechten. Ze bood strafvermindering aan voor degene die iemand verwondde of doodde tijdens een duel. Bij de invoering beoogde deze wet af te rekenen met de straffeloosheid die duellisten in de praktijk vaak genoten. Een beroemde toepassing was het pistoolduel dat op 8 april 1865 plaatsvond tussen minister van Justitie Félix Chazal en parlementslid Jan de Laet. De regeling stelde ook getuigen en uitdagers strafbaar, net als het openbaar beledigen van iemand die een duel weigerde.

## In sport
Bij een andere strijd tussen twee personen, bijvoorbeeld een partij schaak, spreekt men oneigenlijk ook wel van duel.
Het spreekt vanzelf dat een dergelijk duel niet dodelijk is en dat er geen wettelijke bepalingen tegen zijn.
Schermen is een Olympische sport waarin het duel met de degen wordt nagebootst.
De strijders dragen beschermende kleding zodat letsel vermeden wordt.
Doel van het spel is dan ook niet de tegenstander te verwonden of te doden, maar alleen om hem te raken.